# 達馬伊
達馬伊，是尼泊爾卡斯人中的不潔種姓，主要工作是裁縫和表演樂器(鼓)。
在1854年尼泊爾民法中，他們被定義為不潔和不可接觸者。在尼泊爾2011年人口普查，他們佔人口1.8%(4,72,862)，他們和其他9個職業種姓也被尼泊爾政府承認為山區达利特。